# What's Funk?
What's Funk? è il tredicesimo album in studio del gruppo musicale statunitense Grand Funk Railroad, pubblicato nel 1983.

## Tracce
Tutte le tracce sono state scritte e composte da Mark Farner, eccetto dove indicato.

Side 1
1. Rock & Roll American Style – 4:29
2. Nowhere to Run (Holland-Dozier-Holland) – 2:39
3. Innocent – 3:05
4. Still Waitin' (Don Brewer) – 4:05
5. Borderline – 2:56

Side 2
1. El Salvador – 4:11
2. It's a Man's World (James Brown/Betty Jean Newsome) – 4:54
3. I'm So True – 4:10
4. Don't Lie to Me – 4:18
5. Life in Outer Space – 4:20

## Formazione
- Mark Farner – chitarra, piano, voce
- Lance Duncan Ong – tastiera, sintetizzatore
- Dennis Bellinger – basso, voce
- Don Brewer – batteria, voce